# Пам'ятники Таганрога
| Назва                                                   | Рік встановлення   | Розташування | Фото | Короткі відомості |
| Пам'ятник Петру І                                       | 1903               | мис Таган-Рог 47°12′18″ пн. ш. 38°56′47″ сх. д. / 47.20500° пн. ш. 38.94639° сх. д.                                                                    |      | Бронзова скульптура російського імператора Петра І. Скульптор — Антокольський Марко Матвійович. |
| Пам'ятник Антону Чехову                                 | 1960, 29 січня     | Червона площа. 47°12′38″ пн. ш. 38°55′19.8″ сх. д. / 47.21056° пн. ш. 38.922167° сх. д.                                                                |      | Бронзова скульптура на гранітному постаменті. Висота фігури 3 метри, п'єдесталу — 3 м 15 см. Скульптор — Рукавішніков Іуліан Митрофанович. |
| «Клятва юності»                                         | 1973, 28 серпня    | пров. Спартаковський 47°12′59.25″ пн. ш. 38°55′20.3″ сх. д. / 47.2164583° пн. ш. 38.922306° сх. д.                                                     |      | Сталевий пам'ятник героям таганрозького підпілля. Автори пам'ятника — скульптори В. П. і В. М. Грачови і архітектор Є. В. Пантелеймонов. |
| Пам'ятник Фаїні Раневській                              | 2008, 16 травня    | вул. Фрунзе, 10 47°12′38.4″ пн. ш. 38°56′0.8″ сх. д. / 47.210667° пн. ш. 38.933556° сх. д.                                                             |      | Бронзова скульптура Фаїни Георгійовни Раневської. Висота — 215 см. Скульптор — Бегалов Д. Р.. |
| Пам'ятник Гагаріну і Корольову                          | 1979               | вул. Чехова, 22 47°12′18.9″ пн. ш. 38°56′21.3″ сх. д. / 47.205250° пн. ш. 38.939250° сх. д.                                                            |      | Бронзова скульптура Юрія Гагаріна і Сергія Корольова роботи скульптора О. К. Комова |
| Пам'ятник Пушкіну                                       | 1986, 6 червня     | Пушкінська набережна 47°12′47.8″ пн. ш. 38°56′25.7″ сх. д. / 47.213278° пн. ш. 38.940472° сх. д.                                                       |      | Пам'ятник Олександрові Сергійовичу Пушкіну створили народний художник Росії Г. В. Нерода і архітектор П. В. Бондаренко: Матеріал — бронза, п'єдестал — бетонний, з облицюванням з чорного граніту. Поет зображений у натуральний зріст. |
| Пам'ятник Леніну                                        |                    | Октябрська площа 47°12′32.1″ пн. ш. 38°56′10.5″ сх. д. / 47.208917° пн. ш. 38.936250° сх. д.                                                           |      | Пам'ятник Володимиру Леніну |
| Погруддя Леніна                                         |                    | вул. Петровська, 73, перед будівлею Адміністрації міста 47°12′56.1″ пн. ш. 38°55′41.4″ сх. д. / 47.215583° пн. ш. 38.928167° сх. д.                    |      | |
| Морякам Азовської флотилії                              | 1975, травень      | біля площі Морського вокзалу 47°12′26″ пн. ш. 38°57′10.4″ сх. д. / 47.20722° пн. ш. 38.952889° сх. д.                                                  |      | Морякам, учасникам боїв за Таганрог в радянсько-німецькій війні від вдячних таганрозців. |
| Пам'ятник імператору Олександру І                       | 1998, 11 вересня   | Банківська площа 47°12′42.7″ пн. ш. 38°55′36.9″ сх. д. / 47.211861° пн. ш. 38.926917° сх. д.                                                           |      | Пам'ятник російському імператору Олександру I. Копія пам'ятника роботи І. П. Мартоса, знищеного в 1920-х роках. |
| Погруддя Антона Глушко                                  |                    | вул. Чехова на розі з пров. Глушко 47°12′35.9″ пн. ш. 38°55′24.3″ сх. д. / 47.209972° пн. ш. 38.923417° сх. д.                                         |      | Погруддя Антона Кузьмовича Глушко |
| Погруддя Івана Голубця                                  |                    | вул. Октябрська 47°12′54.5″ пн. ш. 38°55′20.5″ сх. д. / 47.215139° пн. ш. 38.922361° сх. д.                                                            |      | Погруддя Івана Карповича Голубця |
| Танк ІС-3                                               |                    | 47°16′34.5″ пн. ш. 38°56′0.5″ сх. д. / 47.276250° пн. ш. 38.933472° сх. д.                                                                             |      | Пам'ятник, присвячений радянсько-німецькій війні. Перший час на постаменті висіла табличка, яка оповідала, що саме цей танк в 1943-му році увірвався на вулиці міста, звільняючи Таганрог від німецько-фашистських окупантів. Але невдовзі її довелося зняти: занадто багато виявилося у місті людей, які упізнали в танку ІС-3, який в 1943 році існував виключно у вигляді проекту. |
| Старий сонячний годинник                                |                    | вул. Грецька, зверху Кам'яних сходинок 47°12′45.9″ пн. ш. 38°56′15.1″ сх. д. / 47.212750° пн. ш. 38.937528° сх. д.                                     |      | Побудований годинник за часів правління градоначальника барона Отто Романовича Франка, який вірно служив Таганрогу з 1832 до 1844 року. |
| Новий сонячний годинник                                 | 2000, 31 грудня    | перед центральним входом до парку Горького 47°13′6.1″ пн. ш. 38°55′28.9″ сх. д. / 47.218361° пн. ш. 38.924694° сх. д.                                  |      | Годинник подарувало місту підприємство ЛЕМАКС. |
| Пам'ятник залізничникам                                 | 1976               | Площа Повстання 47°13′15.6″ пн. ш. 38°54′54″ сх. д. / 47.221000° пн. ш. 38.91500° сх. д.                                                               |      | Паровоз Еш-4504 з платформою в громадянську війну врізався у вокзал з білогвардійцями і вибухнув. Як пам'ятник-монумент загиблим залізничникам був встановлений інший паровоз цієї ж серії (Юп-4504). Це одна з перших модифікацій паровозів серії «Е». Серед таганрозців пам'ятник відомий просто як «Паровоз». |
| Пам'ятник 300-річчя Таганрога                           |                    | знизу Кам'яних сходинок 47°12′49.2″ пн. ш. 38°56′21.3″ сх. д. / 47.213667° пн. ш. 38.939250° сх. д.                                                    |      | Три колони, що символізують три століття міста, вінчає фігура чеховської чайки. |
| Пам'ятник Максиму Горькому                              |                    | Парк Горького |      | Пам'ятник Максиму Горькому. Скульптор Руссо Валентина Володимирівна. |
| Погруддя Володимира Петлякова                           |                    | вул. Чехова, 75, перед Таганрозьким авіаційним коледжем ім. Петлякова 47°12′28.6″ пн. ш. 38°55′47.1″ сх. д. / 47.207944° пн. ш. 38.929750° сх. д.      |      | Погруддя Петлякова Володимира Михайловича встановлене в ознаменування його трудових подвигів по створенню бойових літаків в роки радянсько-німецької війни. |
| Погруддя Віктора Литвинова                              |                    | Парк Горького 47°13′13.8″ пн. ш. 38°55′30.3″ сх. д. / 47.220500° пн. ш. 38.925083° сх. д.                                                              |      | Погруддя двічі Героя Соціалістичної Праці Литвинова Віктора Яковича. |
| Пам'ятний знак «Шлагбаум»                               |                    | вул. Петровська біля рогу з вул. Дзержинського 47°13′20.3″ пн. ш. 38°55′4.3″ сх. д. / 47.222306° пн. ш. 38.917861° сх. д.                              |      | Був побудований на честь перемоги над Наполеоном і вдавав із себе дві чотиригранні колони. Відкритий для огляду 27 вересня 1814 року. Одночасно він позначав міську межу, яка проходила на цьому місці до кінця XIX століття. Колони продовжували стояти до 1968 року, після чого приводом того, що вони нібито заважають руху транспорту, вночі були зруйновані. Наприкінці 70-х років, деяку подобу шлагбаума було відновлено, але не на старому місці, а зі зміщенням до старого вокзалу приблизно на 30—40 метрів. До того ж відновили не дві стели, а тільки одну, і поставили її під кутом 40 градусів до колишньої орієнтації. |
| Скульптура «Артемка»                                    | 2010, січень       | вул. Чехова, 88, перед Будинком-музеєм І. Д. Василенко 47°12′34.4″ пн. ш. 38°55′31.6″ сх. д. / 47.209556° пн. ш. 38.925444° сх. д.                     |      | Бронзова скульптура літературного персонажу радянського дитячого письменника Івана Василеко — «Артемки». Скульптор — Давид Бегалов. |
| Пам'ятник Джузеппе Гарібальді                           | 1961, 2 червня     | 47°12′28.7″ пн. ш. 38°56′58.3″ сх. д. / 47.207972° пн. ш. 38.949528° сх. д.                                                                            |      | Пам'ятник Джузеппе Гарібальді. Автори: таганрозький художник Ю. С. Яковенко та архітектор М. В. Баранов. |
| Обеліск Героям                                          |                    | мис Таган-Рог 47°12′20″ пн. ш. 38°56′47.9″ сх. д. / 47.20556° пн. ш. 38.946639° сх. д.                                                                 |      | Обеліск Героям, що загинули за свободу і незалежність Батьківщини 17 жовтня 1941 року. Перелічені імена: Решетняк Лука Гнатович — секретар ДК ВКП(б); Сердюченко Микола Якович — секретар ДК ВКП(б); Ромозанов Михайло Ілліч — зам. голови місьвиконкому; Наталевич Володимир Леонтійович — зав. відділенням міськвиконкому. |
| Вічний вогонь                                           |                    | Парк Горького 47°13′14.5″ пн. ш. 38°55′39″ сх. д. / 47.220694° пн. ш. 38.92750° сх. д.                                                                 |      | Вічний вогонь в пам'ять загиблих у радянсько-німецьку війну |
| Погруддя Анатолія Каляєва                               | 2008, 28 листопада | вул. Чехова, 2, перед будівлею НДІ багатопроцесорних обчислювальних систем 47°12′13.5″ пн. ш. 38°56′39.4″ сх. д. / 47.203750° пн. ш. 38.944278° сх. д. |      | Погруддя академіка Каляєва Анатолія Васильовича. |
| Погруддя Антона Чехова                                  |                    | вул. Чехова, 69, в дворі Меморіального музею «Будиночок Чехова» 47°12′25.9″ пн. ш. 38°55′54.5″ сх. д. / 47.207194° пн. ш. 38.931806° сх. д.            |      | Погруддя Антона Чехова. |
| Погруддя Володимира Смирнова                            |                    | на перетині Смирновського провулку і вулиці Олександрівської                                                                                           |      | Погруддя робітника-більшовика В. С. Смирнова. Перший варіант пам'ятника був відкритий у січні 1958 року на честь 40-річчя встановлення в місті Радянської влади. Автор бюста — скульптор В. Руссо. У 1980 році бюст замінили на новий роботи скульптора Б. Чаркіна. |
| Погруддя Анатолія Ломакіна                              |                    | Біля будівлі школи № 8 |      | Погруддя Героя Радянського Союзу Ломакіна Анатолія Георгійовича. У 2002 році в результаті акту вандалізму бюст був зруйнований. Через два роки пам'ятник відновили. |
| Монумент металургам                                     |                    | Вугол вулиць Заводської і Осипенко 47°14′19″ пн. ш. 38°55′20″ сх. д. / 47.23861° пн. ш. 38.92222° сх. д.                                               |      | Монумент пам'яті металургам, що полягли за Батьківщину з Вічним вогнем. |
| Літак Су-7б                                             |                    | 47°14′2.5″ пн. ш. 38°52′19.5″ сх. д. / 47.234028° пн. ш. 38.872083° сх. д.                                                                             |      | Літак Су-7б. Напис на пам'ятнику: Слава радянської авіації! Літак — найбільше творіння розуму і рук людських. |
| Меморіал комбайнобудівникам                             |                    | 47°12′11.4″ пн. ш. 38°53′22.8″ сх. д. / 47.203167° пн. ш. 38.889667° сх. д.                                                                            |      | Меморіал комбайнобудівникам, що загинули в роки радянсько-німецької війни. |
| Комбайн «Колос»                                         |                    | 47°12′9.3″ пн. ш. 38°53′25.4″ сх. д. / 47.202583° пн. ш. 38.890389° сх. д.                                                                             |      | Комбайн «Колос» |
| Пам'ятник жертвам радіаційних катастроф                 |                    | вул. Дзержинського, 156-1 47°15′8.2″ пн. ш. 38°55′7″ сх. д. / 47.252278° пн. ш. 38.91861° сх. д.                                                       |      | |
| Пам'ятник Ф. Е. Дзержинському                           |                    | вул. Дзержинського, 191 |      | |
| Пам'ятний знак таганрозцям, в'язням фашистських таборів |                    | біля Червоної площі |      | |
| Захисникам Таганрога в Кримську війну                   |                    | |      | |

## Чеховські персонажі
| Назва                 | Рік встановлення | Розташування | Фото | Короткі відомості |
| «Єгипетська піраміда» | 2008, 1 вересня  | вул. Петровська (перед входом до Парку Горького) 47°13′3.4″ пн. ш. 38°55′33.9″ сх. д. / 47.217611° пн. ш. 38.926083° сх. д.                         |      | Композиція створена за мотивами оповідання А. П. Чехова «Каштанка» і являє собою епізод чеховського оповідання — цирковий номер «Єгипетська піраміда». Автор роботи — Линдін Дмитро Васильович |
| «Роман з контрабасом» | 2008, 12 вересня | Пушкінська набережна 47°12′48.5″ пн. ш. 38°56′28.4″ сх. д. / 47.213472° пн. ш. 38.941222° сх. д.                                                    |      | Скульптурна композиція створена за мотивами оповідання А. П. Чехова «Роман з контрабасом». Автор роботи — Линдін Дмитро Васильович                                                             |
| «Людина у футлярі»    | 2010, 27 січня   | вул. Октябрська, 9, біля будівлі колишньої чоловічої класичної гімназії 47°12′55.5″ пн. ш. 38°55′19.2″ сх. д. / 47.215417° пн. ш. 38.922000° сх. д. |      | Пам'ятник одному з найвідоміших чеховських персонажів — «людині у футлярі». Автор роботи — Бегалов Давид Рубенович                                                                             |
| «Товстий і тонкий»    | 2010, 13 травня  | Гоголівський провулок, біля музею «Лавка Чехових». 47°12′57.139″ пн. ш. 38°55′5.477″ сх. д. / 47.21587194° пн. ш. 38.91818806° сх. д.               | .    | зображає героїв оповідання А. П. Чехова «Товстий і тонкий». Автор роботи — Бегалов Давид Рубенович                                                                                             |